# Piper cortescabrum
Piper cortescabrum är en pepparväxtart som beskrevs av William Trelease. Piper cortescabrum ingår i släktet Piper och familjen pepparväxter. Inga underarter finns listade i Catalogue of Life.